# Pilar Lorengar
Pilar Lorengar, właśc. Pilar Lorenza García (ur. 16 stycznia 1928 w Saragossie, zm. 2 czerwca 1996 w Berlinie) – hiszpańska śpiewaczka operowa, sopran.

## Życiorys
Studiowała u Angeles Ottein w Madrycie. Zadebiutowała jako śpiewaczka w 1949 roku w mezzosopranowej roli w zarzueli. W 1951 roku wygrała konkurs wokalny w Madrycie. Stopniowo przekształciła swój głos w sopran, w 1955 roku zadebiutowała jako śpiewaczka operowa na festiwalu w Aix-en-Provence rolą Cherubina w Weselu Figara. W tym samym roku po raz pierwszy wystąpiła w Stanach Zjednoczonych. Od 1956 roku występowała na festiwalu operowym w Glyndebourne, gdzie wykonywała role Paminy w Czarodziejskim flecie i Hrabiny w Weselu Figara. W 1966 roku debiutowała na deskach nowojorskiej Metropolitan Opera. Śpiewała także m.in. w Opéra de Paris, Covent Garden Theatre w Londynie i Operze Wiedeńskiej. Od 1959 roku była członkiem zespołu Deutsche Oper w Berlinie Zachodnim, w 1963 roku otrzymała tytuł Kammersängerin. W 1990 roku tytułową rolą w Tosce pożegnała się ze sceną.
Do jej ról popisowych należały Fiordiligi w Così fan tutte, Donna Elwira w Don Giovannim, Cherubin w Weselu Figara, Mimi w Cyganerii, Violetta w Traviacie, Nedda w Pajacach. W 1965 roku została odznaczona Orderem Izabeli Katolickiej.